# Karol Bacílek
Karol Bacílek, česky Karel Bacílek (12. října 1896 Choťánky – 19. března 1974 Bratislava), byl československý politik Komunistické strany Československa, respektive Komunistické strany Slovenska českého původu, ale působící na Slovensku. Představitel centralistické a stalinistické skupiny v KSČ, první tajemník ÚV KSS, ministr československých vlád, s podílem na politických soudních procesech v 50. letech 20. století. V roce 1963 odvolán z veřejných funkcí.

## Biografie
Narodil se do rodiny zedníka a pekařky. Byl vyučen strojním zámečníkem. Členem KSČ byl od roku 1921 a už za první československé republiky působil od roku 1924 jako komunistický funkcionář na Slovensku. V letech 1939–1943 pobýval v emigraci v SSSR. V srpnu 1943 byl Sověty spolu s Karolem Šmidkem vysazen na území Polska a přešel na Slovensko, kde se v roce 1944 zúčastnil Slovenského národního povstání.
Po druhé světové válce zastával významné politické funkce na Slovensku. Patřil k centralistickému křídlu Komunistické strany Slovenska, jež nesouhlasilo s výraznějším přenosem pravomocí na slovenské stranické a vládní orgány. Na žilinské konferenci KSS v srpnu 1945, na které bylo vedení Gustáva Husáka podrobeno kritice za pomalý postup socializace, se stal jedním z tajemníků ÚV KSS. Členem ÚV KSS zůstal do roku 1966, v předsednictvu ÚV KSS setrval v období 1949–1963. V letech 1953–1963 byl prvním tajemníkem ÚV KSS. Zároveň zastával funkce v celostátní stranické struktuře. Již 8. dubna 1945 se stal členem prozatímního Ústředního výboru Komunistické strany Československa. Do ÚV KSČ ho pak opětovně zvolil IX. sjezd KSČ, X. sjezd KSČ, XI. sjezd KSČ a XII. sjezd KSČ. V období září 1951 – červen 1954 a znovu prosinec 1962 – duben 1963 byl navíc členem předsednictva ÚV KSČ. Mezitím od června 1954 do prosince 1962 zasedal v politickém byru ÚV KSČ. Od září 1951 do června 1954 působil jako člen politického sekretariátu ÚV KSČ a v období říjen 1953 – červen 1954 i jako člen organizačního sekretariátu ÚV KSČ.
V letech 1951–1952 zastával post ministra státní kontroly ve vládě Antonína Zápotockého a v letech 1952–1953 v téže vládě post ministra národní bezpečnosti. V této funkci měl významný vliv na průběh čistek a politických procesů, včetně takzvaného procesu s protistátním spikleneckým centrem Rudolfa Slánského. Ve spolupráci se sovětskými poradci (Alexej Bezčasnov) připravoval dramaturgii výslechů.
V roce 1950 patřil mezi skupinu protivníků Gustáva Husáka, kteří se podíleli na jeho mocenském pádu. Když byl toho roku Husák odvolán z postu předsedy Sboru pověřenců, usedl na tuto pozici právě Bacílek. Setrval na ni do roku 1951. Zároveň podporoval ostrý postup proti takzvanému buržoaznímu nacionalismu a čistky ve vedení strany a ve společnosti. Spolu s Viliamem Širokým i konkrétně připomínkoval rozbíhající se politický proces s Husákem a konzultoval s prokurátorem obstarávání důkazů.
Po celá 50. léta 20. století se profiloval jako stoupenec centralismu. V únoru 1954 schválilo předsednictvo ÚV KSS za jeho účasti materiál navrhující větší pravomoce v oblasti plánování strojírenského průmyslu na Slovensku. Politický sekretariát ÚV KSČ tento návrh odmítl jako pokus o slovenský hospodářský separatismus. Vzhledem k právě probíhající kampani proti buržoaznímu nacionalismu a uvěznění jeho „předního představitele“ Gustáva Husáka šlo o politicky nebezpečnou situaci. Bacílek ale v červenci 1954 na zasedání provedl ostrou kritiku původního návrhu (třebaže předtím s ním souhlasil), distancoval se od jeho závěrů a nechal provést personální čistky ve vedení slovenských státních orgánů. Podobně se zachoval v roce 1958 při analogické debatě okolo potřeb rozvoje spotřebního průmyslu na Slovensku, kdy nejprve myšlenky na jistou změnu řízení rozvoje slovenského průmyslu podpořil, aby pak její autory ostře kritizoval. Následně proběhly na Slovensku další politické procesy proti bývalým ľudákům. V roce 1960 jako spojenec Antonína Novotného prosadil správní a ústavní změny, které dále oslabily kompetence slovenských orgánů (zrušení Sboru pověřenců, redukce počtu poslanců Slovenské národní rady).
V roce 1955 mu byl udělen Řád Klementa Gottwalda.
Mezitím dlouhodobě působil v zákonodárných sborech. V letech 1945–1946 byl poslancem Prozatímního Národního shromáždění za KSS. V parlamentních volbách v roce 1946 se stal poslancem Ústavodárného Národního shromáždění. Mandát získal i v parlamentních volbách v roce 1948, parlamentních volbách v roce 1954 a parlamentních volbách v roce 1960. Do roku 1964 zasedal v Národním shromáždění ČSR (po roce 1960 Národní shromáždění ČSSR). Zároveň byl ve volbách roku 1960 zvolen do Slovenské národní rady.
Jeho politická kariéra skončila náhle v roce 1963. Poté, co Kolderova komise revidovala některé politické procesy z 50. let, byl Bacílek odvolán ze všech veřejných a stranických funkcí. Ve funkci prvního tajemníka KSS ho nahradil Alexander Dubček.